# Rob Heaps
Rob Heaps, né 11 juillet 1984, est un acteur britannique. 

## Biographie
Rob Heaps a vécu à York durant son enfance et a été à la St Peter's School. Il a étudié à la London Academy of Music and Dramatic Art de Londres.
Il a aussi étudié à l'Académie des arts du théâtre à Saint-Pétersbourg.
Il habite actuellement Londres.

## Filmographie

### Cinéma

#### Long métrage
- 2019 : A Call To Spy de Lydia Dean Pilcher : Paul

### Télévision

#### Séries télévisées
- 2011 : Londres, police judiciaire (Law and Order : UK) : Clive Cooke
- 2015 : Doctors : Steve Campbell
- 2015 : Agatha Christie : Dix Petits Nègres (And Then There Were None) : Hugo
- 2015 : Life in Squares : Thoby Stephen
- 2016 : Home Fires : Tom Halliwell
- 2017 - 2018 : Imposters : Ezra Bloom
- 2018 : Meurtres au paradis (Death in Paradise) : Stephen Marston
- 2019 : Queens of Mystery : Ian Winterfield
- 2019 - 2020 : Dare Me : Matt French
- 2020 - 2021 : Good Girls : Dr Josh Cohen
- 2022 : Plan de carrière (Partner Track) : Nick
- 2022 - 2023 : Grey's Anatomy : Station 19 (Station 19) : Eli Stern
- 2025: The night agent (saison 2) : Thomás Bala